# Farol da Preguiça
Der Farol da Preguiça oder Farol do Porto Velho (deutsch Leuchtturm von Preguiça, englisch Preguiça Lighthouse) ist ein Leuchtturm an der Küste der Baía de São Jorge in Preguiça auf der Insel São Nicolau im Norden des atlantischen Inselstaates Kap Verde.

## Architektur
Das Gebäude ist ein einfacher, weiß gestrichener Steinbau. Es steht ca. 18 m über dem Meeresspiegel im Dorf. Der Bau ist sieben Meter hoch und die Feuerhöhe ist 25 m. Das Licht hat eine Reichweite von 5 sm. Die Charakteristik ist: Fl (2+1) R 15s.